# Novovolynsk
Novovolynsk (en ukrainien : Нововолинськ et en russe : Нововолынск) est une ville de l'oblast de Volhynie, en Ukraine. Sa population s'élevait à 49 772 habitants en 2022.

## Géographie
Novovolynsk est située à 5 km de la frontière polonaise, à 82 km à l'ouest de Loutsk et à 451 km à l'ouest de Kiev.

## Administration
La ville de Novovolynsk forme avec la commune urbaine de Jovtneve la municipalité de Novovolynsk (en ukrainien : Нововолинська міська рада, Novovolyns'ka mis'ka rada), qui comptait 57 947 habitants en 2013.

## Histoire
Novolynsk est fondée au début des années 1950 pour les travailleurs des mines de charbon. Elle reçoit le statut de ville en 1957. La dislocation de l'Union soviétique, en 1991, et l'effondrement économique qui s'ensuit conduisent à une phase de stagnation économique. Une partie de la population part alors à l'étranger pour y chercher du travail. L'exploitation du charbon reste une activité importante, mais la ville a réussi à se redresser et à attirer de nouvelles entreprises. Le footballeur Artem Fedetskyi est originaire de Novovolynsk, ville qui abrite également un monument à la mémoire de l'écrivain Taras Chevtchenko.

## Population
Recensements (*) ou estimations de la population :
| 1959*  | 1970*  | 1979*  | 1989*  | 2001*  | 2011   |
| ------ | ------ | ------ | ------ | ------ | ------ |
| 23 895 | 41 187 | 46 007 | 55 171 | 53 838 | 53 052 |

| 2012   | 2013   | 2014   | 2015   | 2016   | 2017   |
| ------ | ------ | ------ | ------ | ------ | ------ |
| 53 179 | 53 199 | 53 298 | 53 249 | 52 970 | 52 624 |

| 2018   | 2019   | 2020   | 2021   | 2022   | - |
| ------ | ------ | ------ | ------ | ------ | - |
| 52 188 | 51 564 | 51 010 | 50 417 | 49 772 | - |

## Jumelage
- Biłgoraj (Pologne)
- Bílina (Tchéquie)
- Powiat de Hrubieszów (Pologne)
- Jaraczewo (Pologne)
- Kelmė (Lituanie)
- Leuna (Allemagne)
- Powiat d'Otwock (Pologne)
- Rymanów (Pologne)
- Stropkov (Slovaquie)[3]